# Гардісті
Гардісті (англ. Hardisty) — містечко в Канаді, у провінції Альберта, у складі муніципального району Флегстафф.

## Населення
За даними перепису 2016 року, містечко нараховувало 554 особи, показавши скорочення на 13,3%, порівняно з 2011-м роком. Середня густина населення становила 108 осіб/км².
З офіційних мов обидвома одночасно володіли 15 жителів, тільки англійською — 525. Усього 20 осіб вважали рідною мовою не одну з офіційних, з них 5 — українську.
Працездатне населення становило 370 осіб (74% усього населення), рівень безробіття — 10,8% (14,6% серед чоловіків та 6,2% серед жінок). 81,1% осіб були найманими працівниками, а 17,6% — самозайнятими.
Середній дохід на особу становив $60 256 (медіана $45 005), при цьому для чоловіків — $77 102, а для жінок $43 527 (медіани — $67 520 та $31 808 відповідно).
37,4% мешканців мали закінчену шкільну освіту, не мали закінченої шкільної освіти — 19,2%, 43,4% мали післяшкільну освіту, з яких 14% мали диплом бакалавра, або вищий.
| Статево-вікова структура населення | Статево-вікова структура населення | Статево-вікова структура населення | Статево-вікова структура населення | Статево-вікова структура населення |
| ---------------------------------- | ---------------------------------- | ---------------------------------- | ---------------------------------- | ---------------------------------- |
|                                    |                                    |                                    |                                    |                                    |
| Всього                             | Всього                             | 46,8%53,2%                         |                                    |                                    |
| 0 — 14 років                       | 0 — 14 років                       |                                    | 15,2%                              | 15,2%                              |
| 15 — 64 років                      | 15 — 64 років                      |                                    | 64,3%                              | 64,3%                              |
| 65 і більше                        | 65 і більше                        |                                    | 20,5%                              | 20,5%                              |
| 85 і більше                        | 85 і більше                        |                                    | 2,7%                               | 2,7%                               |
| Середній вік (років)               | Середній вік (років)               | 44,645,0                           | 44,8                               | 44,8                               |
| Медіана (років)                    | Медіана (років)                    | 47,846,3                           | 47,3                               | 47,3                               |
| — чоловіки — жінки                 |                                    |                                    |                                    |                                    |

| Походження мешканців:     | Походження мешканців:     | Походження мешканців: | Походження мешканців: | Походження мешканців: |
| ------------------------- | ------------------------- | --------------------- | --------------------- | --------------------- |
| Походження                |                           |                       | осіб                  | %                     |
| Корінні американці        | Корінні американці        |                       | 45                    | 8.12%                 |
| Інше північноамериканське | Інше північноамериканське |                       | 135                   | 24.37%                |
| Європейське               | Європейське               |                       | 455                   | 82.13%                |
| британське                | британське                |                       | 245                   | 44.22%                |
| французьке                | французьке                |                       | 55                    | 9.93%                 |
| українське                | українське                |                       | 70                    | 12.64%                |
| Карибське                 | Карибське                 |                       | 10                    | 1.81%                 |
| Азійське                  | Азійське                  |                       | 65                    | 11.73%                |

| Зайнятість населення за галузями (за класифікацією NOC): | Зайнятість населення за галузями (за класифікацією NOC): | Зайнятість населення за галузями (за класифікацією NOC): | Зайнятість населення за галузями (за класифікацією NOC): | Зайнятість населення за галузями (за класифікацією NOC): |
| -------------------------------------------------------- | -------------------------------------------------------- | -------------------------------------------------------- | -------------------------------------------------------- | -------------------------------------------------------- |
|                                                          |                                                          |                                                          |                                                          |                                                          |
| Управління                                               | Управління                                               |                                                          | 17,8%                                                    | 17,8%                                                    |
| Бізнес, фінанси та адміністрування                       | Бізнес, фінанси та адміністрування                       |                                                          | 13,7%                                                    | 13,7%                                                    |
| Природничі та прикладні науки                            | Природничі та прикладні науки                            |                                                          | 13,7%                                                    | 13,7%                                                    |
| Охорона здоров'я                                         | Охорона здоров'я                                         |                                                          | 8,2%                                                     | 8,2%                                                     |
| Освіта, правозахист, муніципальні та урядові служби      | Освіта, правозахист, муніципальні та урядові служби      |                                                          | 2,7%                                                     | 2,7%                                                     |
| Роздрібна торгівля та послуги                            | Роздрібна торгівля та послуги                            |                                                          | 17,8%                                                    | 17,8%                                                    |
| Гуртова торгівля, транспорт та обладнання                | Гуртова торгівля, транспорт та обладнання                |                                                          | 15,1%                                                    | 15,1%                                                    |
| Природні ресурси, сільське господарство                  | Природні ресурси, сільське господарство                  |                                                          | 6,8%                                                     | 6,8%                                                     |
| Виробництво                                              | Виробництво                                              |                                                          | 4,1%                                                     | 4,1%                                                     |

## Клімат
Середня річна температура становить 2,7°C, середня максимальна – 22,3°C, а середня мінімальна – -21,3°C. Середня річна кількість опадів – 407 мм.
| Клімат поселення                              | Клімат поселення | Клімат поселення | Клімат поселення | Клімат поселення | Клімат поселення | Клімат поселення | Клімат поселення | Клімат поселення | Клімат поселення | Клімат поселення | Клімат поселення | Клімат поселення | Клімат поселення |
| Показник                                      | Січ.             | Лют.             | Бер.             | Квіт.            | Трав.            | Черв.            | Лип.             | Серп.            | Вер.             | Жовт.            | Лист.            | Груд.            |                  |
| Середній максимум, °C                         | −7,84            | −4,54            | 1,75             | 11,03            | 17,70            | 21,92            | 22,33            | 21,60            | 16,03            | 9,90             | −0,09            | −7,32            |                  |
| Середня температура, °C                       | −14,58           | −11,25           | −4,99            | 4,30             | 10,99            | 15,20            | 17,38            | 16,66            | 11,10            | 4,96             | −5,03            | −12,3            |                  |
| Середній мінімум, °C                          | −21,3            | −17,98           | −11,72           | −2,42            | 4,25             | 8,47             | 12,44            | 11,71            | 6,14             | 0,02             | −9,99            | −17,22           |                  |
| Норма опадів, мм                              | 21               | 13               | 17               | 22               | 39               | 76               | 73               | 59               | 36               | 17               | 17               | 17               |                  |
| Середньомісячна швидкість вітру, м/с          | 3.90             | 3.80             | 3.93             | 4.20             | 4.10             | 3.80             | 3.50             | 3.30             | 3.60             | 3.82             | 4.00             | 3.90             |                  |
| Середньомісячна сонячна радіація, кДж/м²·день | 3845             | 7444             | 12535            | 17542            | 20862            | 22201            | 22664            | 18947            | 13001            | 7883             | 4053             | 2789             |                  |
| --------------------------------------------- | ---------------- | ---------------- | ---------------- | ---------------- | ---------------- | ---------------- | ---------------- | ---------------- | ---------------- | ---------------- | ---------------- | ---------------- | ---------------- |
| Джерело:                                      |                  |                  |                  |                  |                  |                  |                  |                  |                  |                  |                  |                  |                  |